# Рахилин, Валентин Константинович
Валенти́н Константи́нович Рахи́лин (1932—2003) — советский эколог и зоолог, биогеограф, историк науки. Доктор географических наук (1993). Почётный член Всероссийского общества охраны природы c 1992, член Центрального Совета Всероссийского общества охраны природы и Центрального Совета Союза охраны птиц.

## Биография
Валентин Константинович окончил биолого-почвенный факультет МГУ им. М. В. Ломоносова в 1956 г. После окончания университета работал старшим научным сотрудником Сихотэ-Алинского заповедника в Приморском крае, позже Кандалакшского заповедника Главного управления по заповедникам и охотничьему хозяйству при Совмине РСФСР в 1956—1965 гг. С 1965 г. по 1967 г. заведовал секционно-пропагандистским отделом Центрального Совета Всероссийского общества охраны природы; с 1967 г. по 1969 г. занимал должность научного сотрудника Научного Совета по рациональному использованию природных ресурсов при Государственном Комитете по науке и технике при Совмине СССР. С 1969 г. по 1976 г. — ученого секретаря Института географии АН СССР. С 1977 г. по 2003 г. работал в отделе истории наук о Земле Института истории естествознания и техники им. С. И. Вавилова РАН : старшим научным сотрудником, затем с 1992 г. ведущим научным сотрудником, а с 2000 г. главным научным сотрудником. С 1993—1995 гг. ему была назначена государственная стипендия, как выдающемуся ученому.

## Научная деятельность

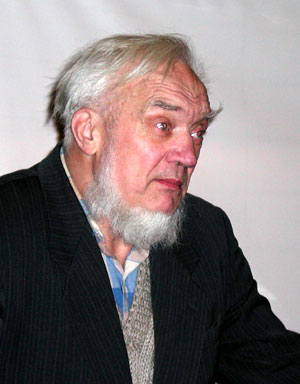
В. К. Рахилин в 90-е годы

В. К. Рахилин известен в России и за рубежом как эколог, зоолог, биогеограф, специалист в области медицинской географии, охраны памятников культуры, науки и техники в комплексе с их природным окружением, теоретик и практик в изучении охраны природы, её ресурсов и заповедного дела, историк науки; методист и разработчик практических рекомендаций по охране природы для дошкольных, внешкольных учреждений и школ.
Им основано и разработано новое научное направление, органически сочетающее в себе подходы фундаментальной науки и практическое использование результатов исследований в решении, на любых уровнях, проблем взаимоотношений природы и общества, рационального использования и охраны природных ресурсов. Исторический подход в изучении, использовании и охране природных ресурсов дает возможность проследить и эксплуатировать их в течение длительного исторического времени и изменениях отношения человечества к ним, по мере развития научных знаний. Этот метод позволяет показать изученность того или иного природного ресурса в мире и России, выявить и исправить недочеты, просчеты и ошибки, роль науки и практики в постановке дела познания, рационального использования и охраны природных ресурсов страны, влияние отдельных хозяйственных факторов на масштабы и глубину исследований в этой области.
В. К. Рахилин так определил значение разработанного им метода:

«Подобный подход особенно важен в наше время, когда происходит бессистемное потребление природных ресурсов без учета их ценности в настоящем и будущем, игнорирование накопленного исторического опыта во взаимоотношениях природы и общества. Игнорирование исторического опыта в этом отношении приводит к непоправимым ошибкам в использовании природы и её ресурсов, а при правильном, умелом подходе, базирующемся на развитии фундаментальных наук, дает инструмент для их рационального использования в продолжение жизни многих поколений»

В. К. Рахилиным разработаны курсы лекций по истории охраны и использования природных ресурсов; взаимоотношений человека и общества, которые он читал в Тобольском и Мичуринском педагогических институтах, на курсах повышения квалификации при автодорожном институте, выступал с лекциями в Ставропольском государственном университете; выезжал для чтения лекций в Румынию.
Помимо своей основной специальности В. К. Рахилин известен, как знаток в области денежного обращения и его истории. Многие годы он был председателем Московской секции бонистов. С 1989 г. — член редколлегии ежегодного сборника «Коллекционер», а с 1998 г. консультант журнала «Нумизматический альманах». Приказом по Министерству культуры России от 2001 г. он был утвержден, как эксперт по ценным бумагам. 
Кроме этого В. К. Рахилин был членом редакционно-издательского совета Московского общества испытателей природы с 1977 по 1981 гг., редакционной коллегии «Энциклопедического справочника юного натуралиста» с 1979 по 1996 гг., редакционной коллегии и специальным корреспондентом журнала «Юный натуралист» с 1976 по 1995 гг.

## Труды
В. К. Рахилин — автор свыше 800 научных и научно-популярных публикаций, из которых 9 монографий, опубликованных в России, странах СНГ, Нидерландах, Германии, Болгарии и др.
- Рахилин В. К. Охрана окружающей среды. — М., 1975.
- Рахилин В. К. Лесные богатства СССР / ред. Р. С. Берлянт; худ. В. М. Прокофьев; рец. К. Б. Лосицкий. — М.: Просвещение, 1981. — 192 с. — (Моя Советская Родина).
- Рахилин В. К. Общество и живая природа: Краткий очерк истории взаимодействия / Отв. ред. С. В. Зонн; АН СССР, Ин-т истории естествознания и техники. — М.: Наука, 1988. — 216 с. — ISBN 5-02-003439-8.
- Рахилин В. К. Животные в жизни людей: История изучения, использования и охраны животного мира / Ин-т истории естествознания и техники РАН им. С. И. Вавилова при участии Федерал. экол. фонда РФ. — М., 1996. — 262 с. — ISBN 5-02-003439-8.
- Рахилин В. К. Орнитогеография России / Ин-т истории естествознания и техники им. С. И. Вавилова РАН. — М.: Полиграфия, 1997. — 254 с. — 1000 экз. — ISBN 5-211-01751-X.
- Рахилин В. К., Рогожкин А. Г. (сост.). Энциклопедический словарь юного натуралиста. — М.: Педагогика-Пресс, 1997. — 400 с. — 10 000 экз. — ISBN 5-7155-0601-8.
- Рахилин В. К. Деньги России. — М.: Слово, 2000. — 48 с. — (Что есть что). — ISBN 5-85050-252-1.

## Награды
- медаль «Ветеран труда» (1990)
- медаль «В память 850-летия Москвы»
- медаль «За охрану природы России» (1999)
- почетный знак "Всероссийского общества охраны природы — «За охрану природы России»(1974)
- почетный диплом Государственного Комитета РФ по охране природы (1988)
- диплом I степени ВДНХ СССР (за книгу «Общество и живая природа»-1989).